# Edward Onslow Ford

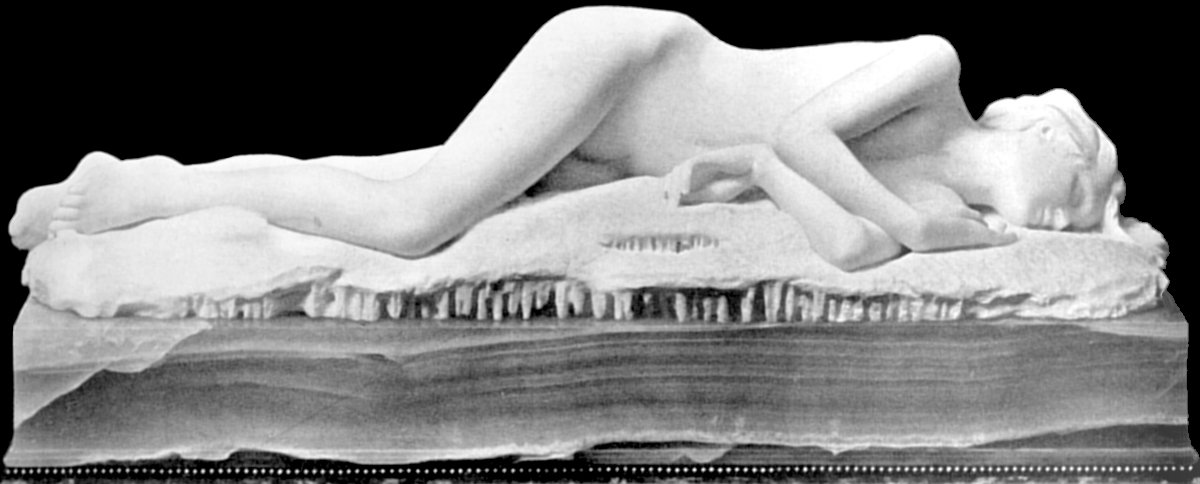
The Snowdrift

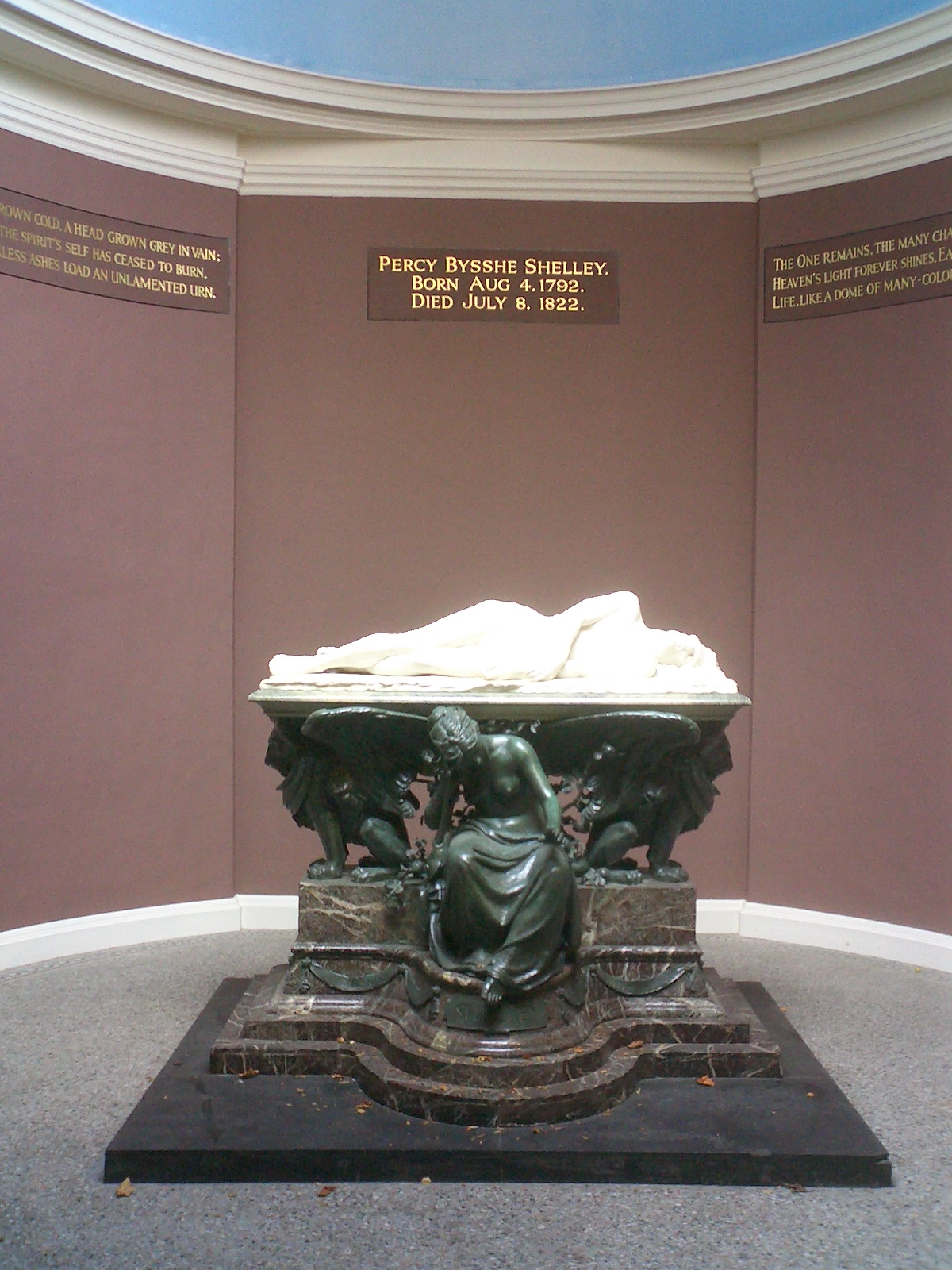
Estatua de Ford del poeta Shelley en el Memorial Shelley, University College, Oxford

Edward Onslow Ford (Islington, 27 de julio de 1852 - 23 de diciembre de 1901) fue un escultor inglés.

## Biografía
Nacido en Islington, recibió formación como pintor en Amberes y como escultor en Múnich del Profesor Wagmuller, pero fue principalmente autodidacta.
Su primera contribución a la Royal Academy, en 1875, fue un busto de su esposa, la baronesa Gwendoline von Kreusser, a quien conoció y con la que se casó durante su estancia en Múnich. En el retrato se puede decir que logró su mayor éxito. Sus bustos son siempre muy refinados y muestra a sus modelos en su mejor momento. Aquellos (en bronce) de sus colegas artistas Arthur Hacker (1894), Briton Rivière and Sir WQ Orchardson (1895), Sir Lawrence Alma-Tadema (1896), Sir Hubert von Herkomer y Sir John Everett Millais (1897), y de AJ Balfour son todos igualmente contundentes, y son igualados por los realizados en mármol de Sir Frederick Bramwell (para la Royal Institution) y por muchos otros.
Ganó el concurso abierto para la estatua de Sir Rowland Hill, erigida en 1882 fuera de la Royal Exchange, a la que siguió en 1883 la de Henry Irving como Hamlet, ahora en la Guildhall Art Gallery. Esta estatua sedente, buena como es, pronto fue superada por las del Dr. Dale (de 1898, en el museo de la ciudad, Birmingham) y la del profesor Huxley (1900), y la estatua colosal del monumento de la reina Victoria (1901), para Mánchester, que no se quedó atrás.
La estatua de pie de William Ewart Gladstone (1894, para el City Club Liberal, Londres), debe considerarse como uno de los mejores retratos de Ford . El colosa general Charles Gordon, montado en camello, para Chatham, Lord Strathnairn, un grupo ecuestre en Knightsbridge, y el maharajá de Mysore (1900) constituyen sus obras más grandes de este tipo. Una hermosa estatua desnuda reclinada de Percy Bysshe Shelley (1892) sobre una base inteligentemente diseñada, es la pieza central del monumento a Shelley en el University College de Oxford. Los trabajos de Ford tienen un gran encanto y delicadeza, su estatua de la locura (1886) fue comprado por los fideicomisarios del Fondo de Chantrey, y fue seguido por otras estatuas o estatuillas de un orden similar: la Paz (1890), que aseguró su elección como asociado de la Royal Academy , Eco (1895), con la que fue elegido miembro de pleno derecho, la cantante egipcia (también conocido como The Singer) (1889), Aplausos (1893), Gloria a los muertos (1901) y Ventisquero (expuesto a título póstumo, 1902).
Sólo se conoce una estatua de Ford en India , la del famoso filántropo Maharaja Lakshmeshwar Singh Bahadur de Darbhanga. Esta estatua está en la ciudad de Calcuta, West Bengal.
La influencia de Ford sobre la joven generación de escultores fue considerable, y de buen efecto. Su carácter encantador le ha vuelto extremadamente popular, y cuando murió se erigió un monumento a su memoria (escultor: C Lucchesi,arquitecto: JW Simpson ) en St John's Wood (Londres), cerca de donde él vivía.

## Obras
Entre las mejores y más conocidas obras de Edward Onslow Ford se incluyen las siguientes:

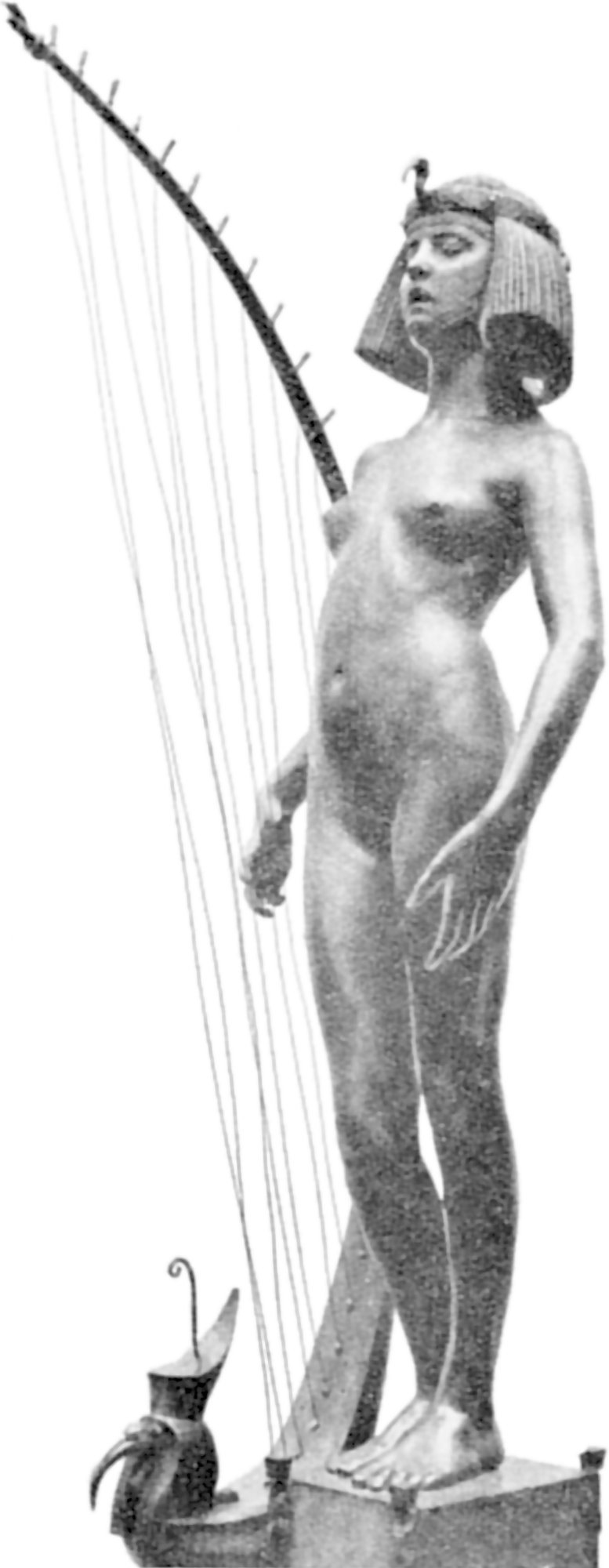
La cantante egipcia
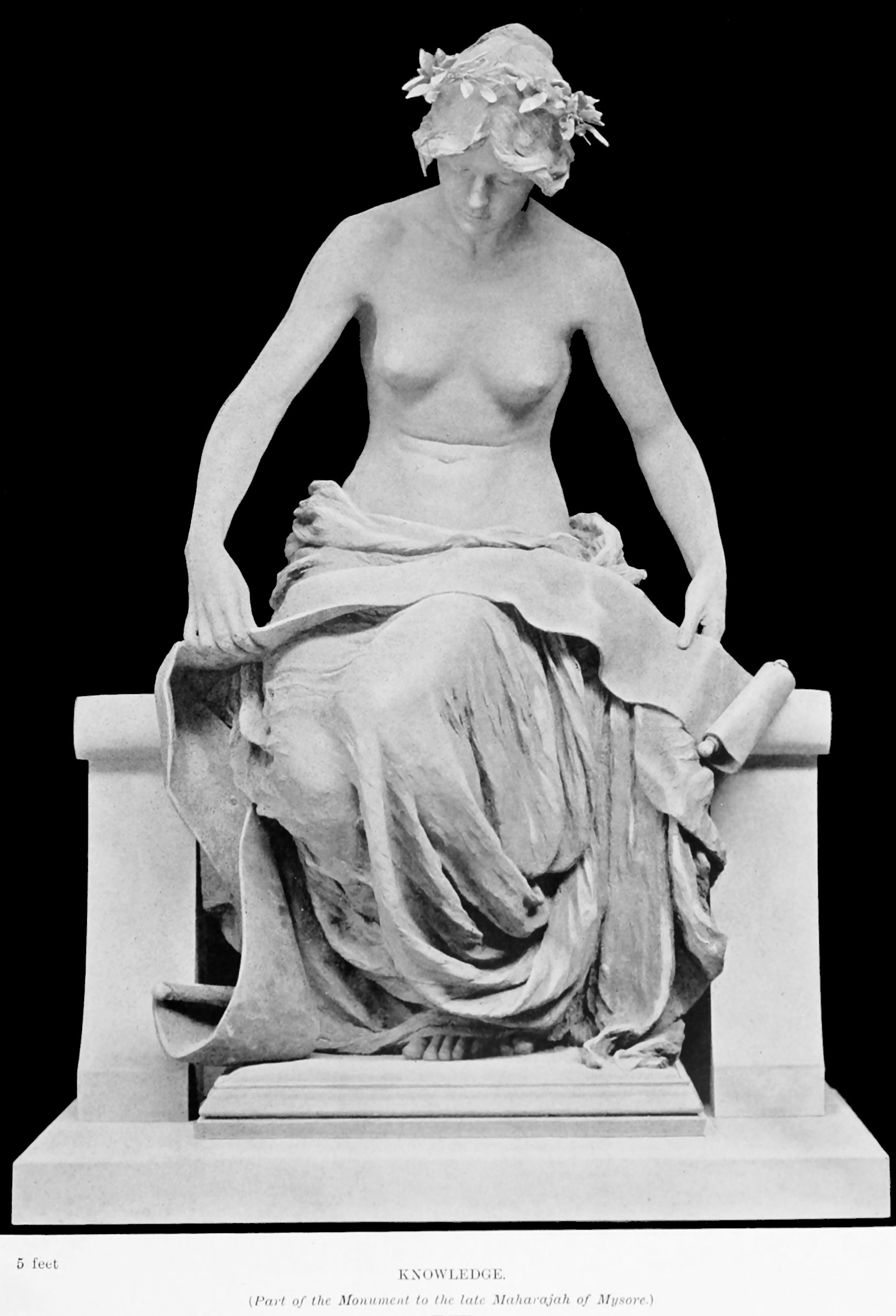
Conocimiento
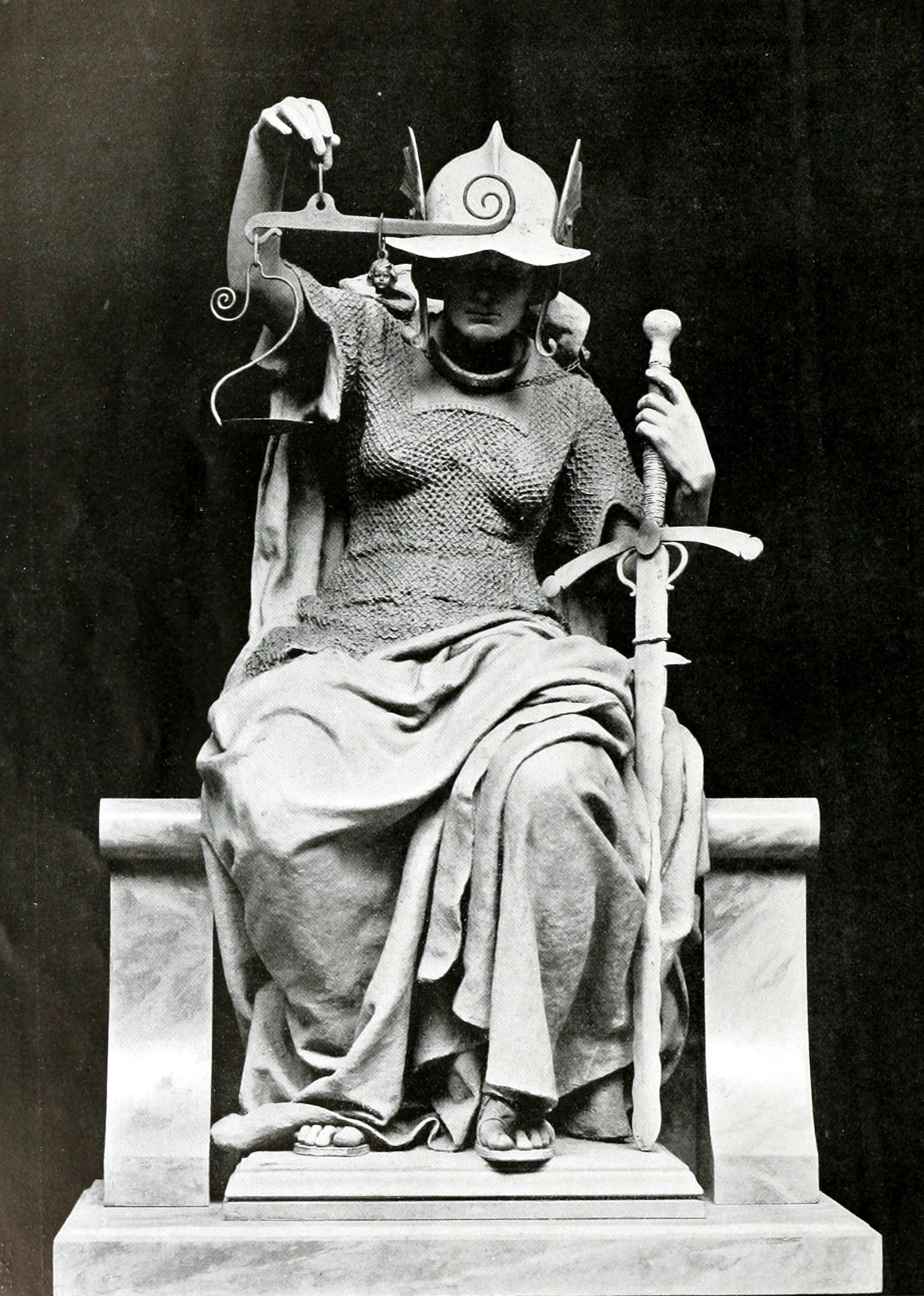
Justicia
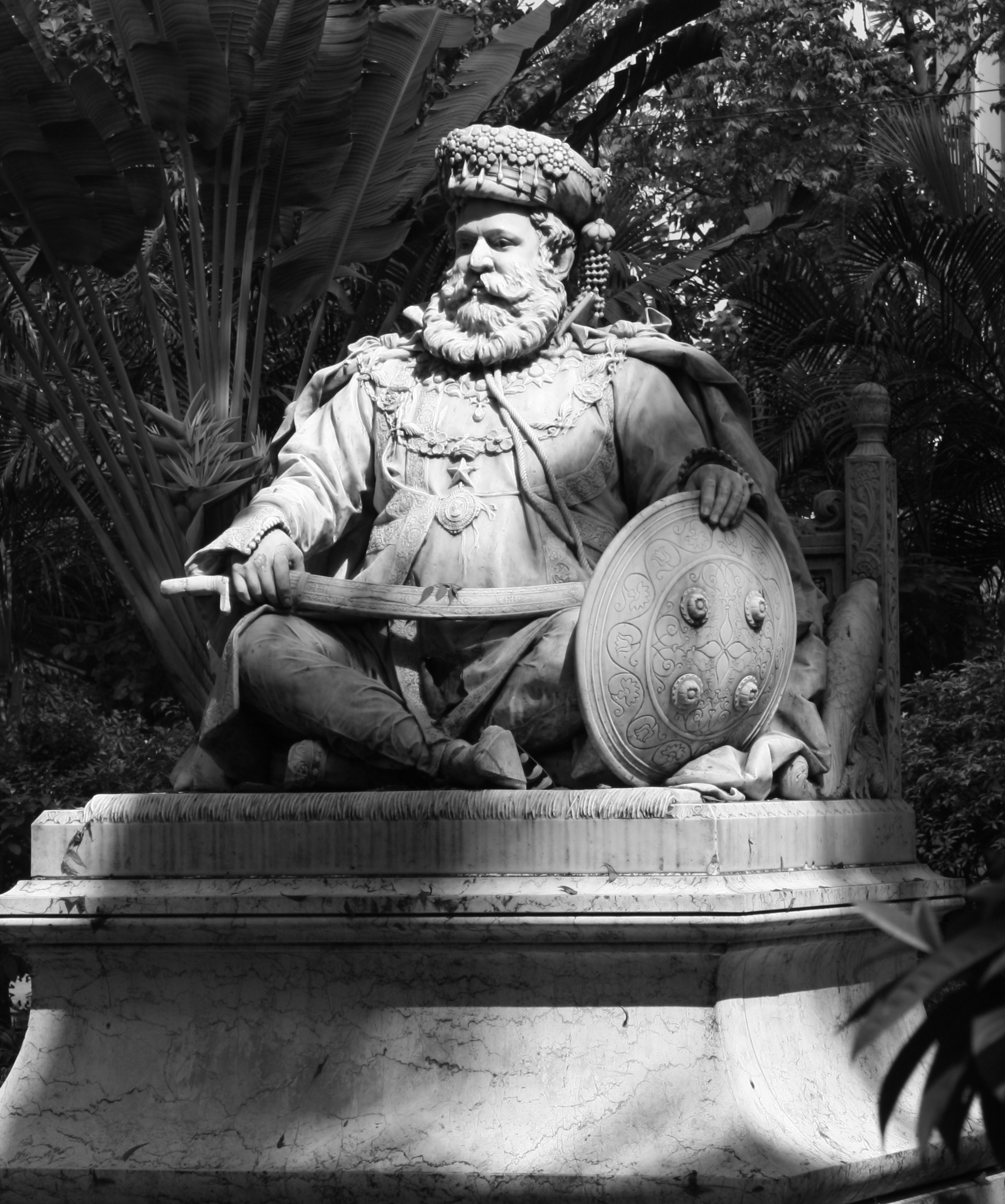
El maharajá Lakshmeshwar en Dalhousie Square, Calcuta